# Ейрена (дочка Птолемея I Сотера)
Ейрена (дав.-гр. Εἰρήνη; також Ейрене) — аристократка греко-македонського походження, дочка басилевса Птолемея I Сотера і Таїс Афінської. Дружина басилевса кіпрського міста Соли — Евноста. За однією з версій, її нащадки відігравали важливу роль у подальшій історії елліністичного Єгипту.

## Біографія

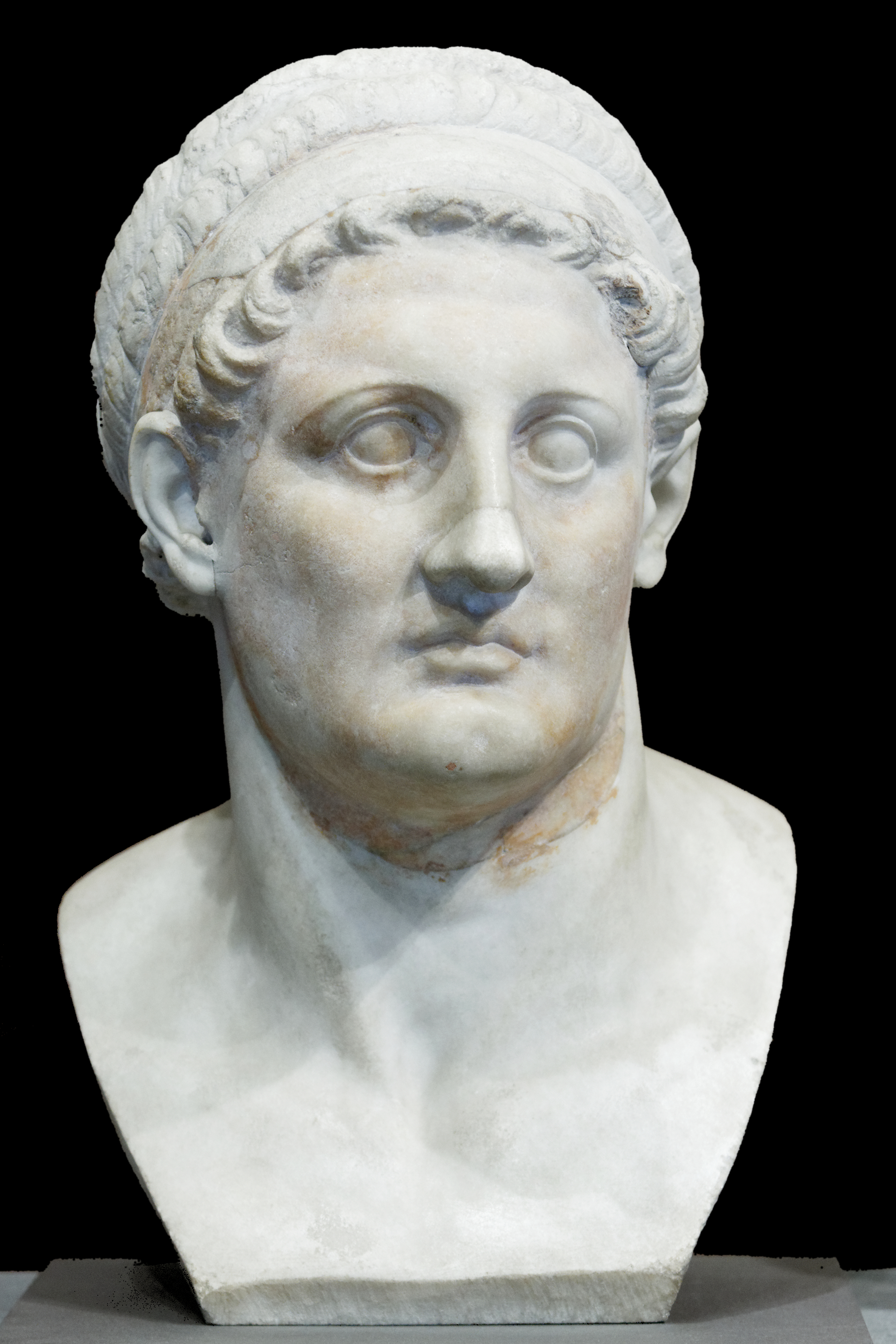
Птолемей I Сотер, батько Ейрени

Ейрена народилася від зв'язку діадоха Птолемея I Лагіда з афінською гетерою Таїс. Питання, чи перебували її батьки в законному шлюбі і коли він був укладений, є предметом наукової дискусії. Крім Ейрени, в цьому союзі народилися Лаг і Леонтіск. Втім, існує гіпотеза, що це імена однієї людини. Від зв'язків Птолемея I з іншими жінками Ейрена мала велику кількість зведених братів і сестер.
Ім'я Ейрени тільки один раз згадується в історичних джерелах. Афіней з Навкратісу в своїй праці «Бенкетуючі софісти» називає її серед дітей Птолемея I і Таіс:

Саме ця Таїс після смерті Александра вийшла заміж за Птолемея, першого басилевса Єгипту, і народила йому синів Леонтіска і Лага і дочку Ейрену, яку видали за Евноста, басилевса кіпрських Сол.
Оригінальний текст (д.-гр.)
Αὕτη δὲ ἡ Θαὶς [καὶ] μετὰ τὸν  ̓Αλεξάνδρου θάνατον καὶ Πτολεμαίῳ ἐγαμήθη τῷ πρώτῳ βασιλεύσαντι Αἰγύπτου καὶ ἐγέννησεν αὐτῷ τέκνον Λεοντίσκον καὶ Λάγον, θυγατέρα δὲ Εἰρήνην, ἣν ἔγημεν Εὔνοστος ὁ Σόλων τῶν ἐν Κύπρῳ βασιλεύς.

Точна дата народження Ейрени невідома. Так як її ім'я означає «мир», то, на думку дослідниці Ірини Свєнцицької, Птолемей навряд чи міг так назвати свою дитину за життя Александра Великого, щоб не кинути виклик завойовним планам македонського басилевса. Тому, як припустила Свєнцицька, Ейрена з'явилася на світ вже після 323 року до н. е. і отримала своє ім'я після укладення Птолемеєм якогось мирного договору. Кріс Беннетт вважав, що Ейрена могла народитися і до укладення шлюбу між її батьками. Він припускав, що на момент одруження їй було близько 15 років і датував народження Ейрени кінцем 330-х або початком 320-х років до н. е. Ван Оппен підтримував версію Беннета про час появи Ейрени на світ. Також він вважав, що, при народженні, дочка Птолемея отримала інше ім'я, а стала Ейреною під час весілля. Нове ім'я їй могли дати батько або чоловік в ознаменування мирної політики Птолемея I по відношенню до Сол.
Згодом Ейрена стала дружиною царя кіпрського міста Соли Евноста. Саме одруження історики датують по-різному, в проміжку 333—294 років до н. е. На думку Зелінського А. Л., ця обставина «вельми престижного заміжжя» доводить, що батьки Ейрени могли перебувати у законному шлюбі. У той же час, за зауваженням Ірини Свенцицької, дочки Птолемея від інших відомих офіційних шлюбів видавалися за більш могутніх володарів. Кіпр після 313 року до н. е. фактично перебував під контролем єгипетського правителя: острівні міста мали статус його союзників, але тут знаходилася ставка птолемеївського стратега. Таким чином, хоч Ейрена і належала до найближчого оточення свого батька, але «займала в ньому другорядне становище порівняно з іншими дочками». Кріс Беннетт пов'язував шлюб Ейрени з воцарінням Евноста. Птолемей I видав за нього свою дочку, щоб забезпечити лояльність нового кіпрського правителя. Саме одруження він датував 320—315 роками до н. е. Ван Оппен поділяв думку Беннетта про привід для шлюбу. Він припустив, що попередник Евноста, Пасікрат, помер під час або відразу після Кіпрської війни, близько 320—319 років до н. е. Також, дослідник зауважив, що Птолемея I могли пов'язувати дружні стосунки з солійским правлячим родом. Під час походу Александра Великого він познайомився з іншими його представниками — Нікоклом і Стасанором.

## Можливі нащадки
Про подальшу долю Ейрени, як і про її дітей, історичні джерела не повідомляють. Дослідник ван Оппен припустив, що нащадки Ейрени і Евноста могли відігравати важливу роль у подальшій історії елліністичного Єгипту. Він вказував, що ім'я Ейрена майже не використовувалося в доелліністичній Греції, але потім стало досить популярним в елліністичному Єгипті. До нащадків Ейрен і Евноста він відносив кількох високопоставлених жінок з іменем Ейрена. А саме:
- Ейрена — коханка убитого повсталими фракійськими найманцями в Ефесі Птолемея — можливого бастарда Птолемея II від Білістіхи.
- Ейрена — жриця Арсіної III, її батьком був стратег Кіпру Птолемей, а сином — інший стратег Кіпру, Андромах.
- Ейрена — коханка Птолемея VIII Фіскона, можлива мати Птолемея Апіона.
- Ейрас[К 2] — одна з двох довірених служниць Клеопатри VII, які розділили з нею смерть[8].

## Образ у мистецтві
Є однією з героїнь роману Івана Єфремова «Таїс Афінська».

### Первинні джерела
- Афіней. Пир мудрецов. Книги 9—15. — Москва : Наука, 2010. — 597 с. — ISBN 978-5-02-037384-6.

### Дослідження
- Свенцицкая И. С. Таис Афинская. — Вопросы истории. — 1987. — № 3. — С. 90—95.
- Зелинский А. Л. Аркадская надпись и сыновья Таис. — Проблемы истории, филологии, культуры. — 2017. — № 4. — С. 75—84.
- van Oppen de Ruiter, Branko Fredde. The Marriage of Eirene and Eunostus of Soli. An Episode in the Age of the Successors :  [англ.]. — Athenaeum: Studi Periodici di Letteratura e Storia dell'antichità. — 2015. — № 2. — С. 458—476.
- Bennett, Chris. Eirene :  [англ.]. — The Egyptian Royal Genealogy Project. — Tyndale house, 2010. — 15 January.